# الحزب الشيوعي الفنزويلي
حزب شيوعي فنزويلا (Partido Comunista de Venezuela) هو حزب سياسي شيوعي في فنزويلا.
تأسس الحزب في عام 1931 ينتمي الحزب إلى الأحزاب الشيوعية ذات التوجه الماركسي اللينيني .
قائد الحزب هو Pedro Ortega.
ينشر الحزب Tribuna Popular.
المنظمة الشبابية للحزب هي Juventud Comunista de Venezuela.
في الانتخابات البرلمانية لعام 2005 حصل الحزب على 133 686 صوت (8 مقعد).

## مواقع خارجية
- الموقع الرسمي للحزب